# Rock Bottom (Lied)
Rock Bottom (englisch für „Ganz unten“) war der britische Beitrag zum Eurovision Song Contest 1977. Er wurde von Lynsey de Paul und Mike Moran geschrieben und aufgeführt. Es existiert auch eine deutschsprachige Fassung mit dem Titel Für immer.

## Hintergrund
Der Titel gewann am 9. März 1977 die britische Vorentscheidung zum Eurovision Song Contest mit 143 Punkten. Der Auftritt bei der Vorentscheidung, welcher von Lionel Blair choreografiert wurde und speziell für den Auftritt entworfene Kostüme verwendete, wurde nie im Fernsehen gezeigt, da aufgrund eines kurzfristig angesetzten Streiks der Kameramänner die Show nur im Radio übertragen wurde. De Paul erklärte später, dass der Song ursprünglich für die Gruppe Blue Mink geschrieben wurde. Als Grund für die Teilnahme beim Eurovision Song Contest gab sie die Aussicht auf einen Plattenvertrag an.

## Beim Eurovision Song Contest
De Paul und Moran traten am 7. Mai 1977 an neunter Stelle beim Eurovision Song Contest auf. Dirigent war Ronnie Hazlehurst, welcher das Orchester mit einem Regenschirm dirigierte. Der Titel erreichte mit 121 Punkten den zweiten Platz, wobei das Vereinigte Königreich von sechs Ländern die Höchstpunktzahl erhielt.

## Kommerzieller Erfolg
Die Single wurde bei Polydor veröffentlicht.
Rock Bottom war ein Charthit in mehreren europäischen Ländern und erreichte unter anderem Rang 19 in den britischen Singlecharts. Auf der Grundlage der Verkaufszahlen war der Titel erfolgreicher als der Gewinnerbeitrag L’oiseau et l’enfant von Marie Myriam. Laut Billboard wurden allein in Deutschland über 250.000 Exemplare verkauft und war dort unter den 40 meistverkauften Singles des Jahres 1977. De Paul und Moran haben eine deutsche Version Für immer mit dem Text von Marianne Rebesky aufgenommen und veröffentlicht. Rock Bottom wurde auch von der Deutschen Band „Wir“ aufgenommen sowie von weiteren Künstlern.
| ChartsChartplatzierungen     | Höchstplatzierung | Wochen |
| ---------------------------- | ----------------- | ------ |
| Deutschland (GfK)            | 4 (17 Wo.)        | 17     |
| Österreich (Ö3)              | 2 (16 Wo.)        | 16     |
| Schweiz (IFPI)               | 1 (12 Wo.)        | 12     |
| Vereinigtes Königreich (OCC) | 19 (7 Wo.)        | 7      |

## Weitere Rezeption
De Paul und Moran spielten das Lied in deutschen Fernsehsendungen wie Starparade, Hits à gogo und Am laufenden Band.
Rock Bottom wurde auf mehreren Eurovision-Compilation-Alben veröffentlicht. Im Jahr 2018 war der Song einer von 16 Songs, die als Eurovision-Klassiker der 1970er Jahre auf einem speziell veröffentlichten Vinyl-Album ausgewählt wurden, auf dem auch ABBA, Baccara, Brotherhood of Man, Dana, The New Seekers, Anne-Marie David und Gigliola Cinquetti vertreten waren. Das Lied ist auch auf einigen von de Pauls Compilation-CDs enthalten.